# Andrena kilikiae
Andrena kilikiae är en biart som beskrevs av Warncke 1969. Andrena kilikiae ingår i släktet sandbin, och familjen grävbin. Inga underarter finns listade i Catalogue of Life.